# Konstytucja Austrii
Federalna Ustawa Konstytucyjna Republiki Austrii (niem. Bundes-Verfassungsgesetz) – Ustawa Zasadnicza Republiki Austrii. Akt prawny określający podstawy ustroju Republiki. Podzielona na 9 części:
- Postanowienia ogólne. Unia Europejska
- Ustawodawstwo federacji
- Wykonawstwo federacji
- Ustawodawstwo i wykonawstwo krajów
- Samorząd
- Kontrola rachunkowości i działalności finansowej
- Gwarancje konstytucji i administracji
- Rzecznik Ludowy
- Postanowienia końcowe

## Historia
Federalna Ustawa Konstytucyjna Republiki Austrii uchwalona została 1 października 1920 r. i pierwotnie nosiła tytuł „Ustawa z dnia 1 października 1920 r. na mocy której tworzy się Republikę Austrii jako państwo federalne”. Została ona opracowana w oparciu o teoretyczne założenia autorstwa znanego teoretyka prawa Hansa Kelsena. Opierały się one na dwóch założeniach: zachowaniu w możliwie szerokim zakresie istniejących dotąd rozwiązań konstytucyjnych i wprowadzeniu zasady federalizmu, z niezbyt silną pozycją tworzących federację krajów związkowych. Cechą charakterystyczną konstytucji austriackiej jest niebywale kazuistyczny sposób formułowania jej przepisów.
W okresie I Republiki dwukrotnie ogłaszano jej tekst jednolity. Przy okazji tego drugiego ogłoszenia akt ten został określony jako: Federalna Ustawa Konstytucyjna w wersji z 1929 r., którą to nazwę stosuje się do dziś. Konstytucja z 1920 roku została, uchylona w 1934 r. i przywrócona w 1945 r. według stanu z 5 marca 1933 r. Tym samym przyjęto ciągłość państwa z I Republiką. W 1955 roku do Konstytucji wprowadzone zostały postanowienia austriackiego traktatu państwowego odnośnie do wieczystej neutralności Austrii.
Konstytucja austriacka należy do kategorii tzw. konstytucji sztywnych, pomimo to była ona w swojej historii niezwykle często zmieniana. Bywały lata, w których ustawa zasadnicza była zmieniana aż cztery razy.

## Postanowienia ogólne
Zgodnie z postanowieniami Konstytucja Austria, której stolicą jest Wiedeń (art. 5), jest republiką demokratyczną, w której władza pochodzi od Narodu (art. 1), składającą się z samodzielnych krajów: Burgenlandu, Karyntii, Dolnej Austrii, Górnej Austrii, Salzburga, Styrii, Tyrolu, Vorarlbergu i Wiednia (art.2). Terytorium federacji tworzy jednolity obszar walutowy, gospodarczy i celny (art. 4). Konstytucja ustanawia jednolite obywatelstwo austriackie (art. 6) i równość wszystkich obywateli względem prawa (art. 7). Językiem państwowym, nie naruszając praw przyznanych w ustawodawstwach federalnych językom mniejszości narodowych, został ustanowiony język niemiecki (art. 8). Art. 8a określa barwy flagi i herb Austrii. Artykułu 10-14 niezwykle szczegółowo określają podział kompetencji w sferze ustawodawczej, jak i wykonawczej, pomiędzy federacją a krajami. Jeżeli określona dziedzina nie została przez konstytucję federalną przekazana ustawodawstwu lub wykonawstwu federacji, pozostaje ona w zakresie samodzielnego działania kraju (art. 15). Konstytucja (w art. 16) daje też krajom prawo do zawierania w sprawach należących do ich samodzielnego zakresu działania traktatów z państwami graniczącymi z Austrią lub ich częściami składowymi, z zastrzeżeniem, że Rząd Federacji może nie wyrazić zgody na jego zawarcie lub zażądać wypowiedzenia traktatu już zawartego.
Artykuły 23a-23f regulują kwestie związane z członkostwem Austrii w Unii Europejskiej.

## Ustawodawstwo federacji
Ustawodawstwo federacji sprawuje Rada Narodowa wspólnie z Radą Federalną (art. 24).

### Rada Narodowa
Rada Narodowa (niem. Nationalrat) wybierana jest w wyborach równych, bezpośrednich, w głosowaniu tajnym, osobistym, przez mężczyzn i kobiety, którzy najpóźniej w dniu wyborów ukończyli 16 lat, według zasady proporcjonalności (art. 26) (tzw. wybory pięcioprzymiotnikowe). Bierne prawo wyborcze przysługuje obywatelom, którzy najpóźniej w dniu wyborów ukończyli 18 lat. Pozbawienie czynnego i biernego prawa wyborczego może nastąpić jedynie na mocy prawomocnego wyroku sądu.
Kadencja Rady Narodowej trwa 5 lat. Jej pierwsze posiedzenie zwołuje Prezydent Federalny w ciągu 30 dni od dnia wyborów, które z kolei zarządza Rząd Federalny (art. 27). Rada obraduje na sesjach zwyczajnych i nadzwyczajnych. Sesja zwyczajna zwoływana jest corocznie przez Prezydenta Federalnego. Nie powinna zaczynać się przed 15 sierpnia i trwać dłużej niż do 15 lipca roku następnego. Sesje nadzwyczajne zwołuje Prezydent Federalny na wniosek Rządu Federalnego, Rady Federalnej lub co najmniej 1/3 członków Rady Narodowej. Prezydent Federalny ogłasza sesję Rady Narodowej za zamkniętą na podstawie uchwały Rady (art. 28). Prezydent Federalny posiada uprawnienie do rozwiązania Rady Narodowej, jednak z zastrzeżeniem, że może to zrobić tylko raz z tego samego powodu. Rada Narodowa może też ulec samorozwiązaniu w drodze uchwalenia zwykłej ustawy (art. 29).
Pracami Rady Narodowej kieruje wybierany przez Radę Przewodniczący. Natomiast Regulamin Rady Narodowej unormowany być musi w ustawie szczególnej, która przyjęta być musi większością 2/3 głosów w obecności przynajmniej połowy członków Rady Narodowej (art. 30). Rada Narodowa, jeżeli Konstytucja lub ustawa federalna o regulaminie Rady Narodowej nie stanowi inaczej, podejmuje uchwały zwykłą większością głosów przy obecności co najmniej 1/3 liczby deputowanych (art. 31). Posiedzenia Rady są jawne, a ich utajnienie może nastąpić tylko w wyniku uchwały Rady Narodowej, podjętej na wniosek jej Przewodniczącego lub ustalonej w regulaminie liczby deputowanych (art. 32).
Konstytucja nie określa liczby członków Rady Narodowej. Aktualnie liczy ona ich sobie 183.

### Rada Federalna
Rada Federalna (niem. Bundesrat) stanowi reprezentację krajów związkowych, które są w niej reprezentowane proporcjonalnie do liczby obywateli. Kraj najludniejszy ma w Radzie Federalnej 12 członków, a każdy inny tylu, ile wynika ze stosunku liczby jego obywateli do liczby obywateli kraju o największej liczby mieszkańców. Żaden kraj nie może mieć jednak mniej niż 3 przedstawicieli w Radzie. Każdy członek ma swojego zastępcę. Liczba członków Rady Federalnej wysyłanych przez każdy kraj jest ustalana przez Prezydenta Federalnego po każdym spisie powszechnym (art. 34). Aktualnie liczy 60 członków. Członkowie Rady wybierani są przez parlamenty krajowe na okres trwania ich kadencji według zasady proporcjonalności, z zastrzeżeniem, że przynajmniej jeden mandat powinien przypaść partii, która posiada drugą co do liczby głosów reprezentację w parlamencie krajowym. Kadencja członków kończy się wraz z wyborem przez nowo wybrany parlament krajowy ich następców (art. 35). Przewodnictwo Radzie Federalnej sprawują rotacyjnie przedstawiciele krajów związkowych w kolejności alfabetycznej. Kadencja przewodniczącego trwa pół roku i jest nim ten przedstawiciel danego kraju, który został do Rady Federalnej wybrany na pierwszym miejscu (art. 36). Rada podejmuje uchwały zwykłą większością głosów, o ile Konstytucja lub regulamin Rady nie stanowią inaczej. Posiedzenia Rady są jawne, jednak jawność ta może zostać w drodze uchwały wyłączona (art. 37).

### Zgromadzenie Federalne
Zgromadzenie Federalne tworzą Rada Narodowa i Rada Federalna zebrane na wspólnym, jawnym posiedzeniu w siedzibie Rady Narodowej. Zgromadzenie zbiera się w celu zaprzysiężenia Prezydenta Federalnego oraz dla podjęcia uchwały o wypowiedzeniu wojny (art. 38).

### Procedura ustawodawcza
Prawo inicjatywy ustawodawczej do Rady Narodowej należy do jej członków, Rady Federalnej lub 1/3 jej członków oraz Rządu Federalnego. W ramach tzw. inicjatywy ludowej projekt ustawy, za pośrednictwem Federalnej Komisji Wyborczej, zgłosić może 100000 obywateli lub 1/6 liczby uprawnionych do głosowania w każdym z przynajmniej 3 krajów związkowych (art. 41). Każda uchwalona przez Radę Narodową ustawa przekazywana jest Radzie Federalnej, która może wnieść wobec niej sprzeciw. Sprzeciw może zostać przełamany przez Radę Narodową przez ponowienie pierwotnej uchwały w obecności co najmniej połowy swoich członków. Uchwała wobec której nie wniesiono sprzeciwu zostaje poświadczona podpisem Prezydenta Federalnego i, po kontrasygnacie Kanclerza Federalnego, ogłoszona. W niektórych sprawach, takich jak uchwalenie regulaminu Rady Narodowej lub budżetu, Rada Federalna nie uczestniczy (art. 42).
Ustawy konstytucyjne i przepisy o randze konstytucyjnej w ustawach zwykłych muszą zostać uchwalone większością 2/3 w obecności co najmniej połowy deputowanych, a jeżeli ustawa dotyczy ograniczenia uprawnień krajów w dziedzinie ustawodawstwa lub wykonawstwa, taka sama większość i kworum muszą wystąpić także w Radzie Federalnej. Ponadto każda całkowita, a gdy zażąda tego 1/3 jednej z rad także
i częściowa, zmiana Konstytucji Federalnej musi zostać poddana głosowaniu
w referendum (art. 44).
Głosowaniu ludowemu, jak w Konstytucji określane jest referendum, może zostać też poddana każda inna ustawa, jeżeli Rada Narodowa tak postanowi lub większość jej członków tego zażąda. Głosowanie ludowe zarządza Prezydent Federalny. Głosować może każdy obywatel uprawniony do głosowania w wyborach do Rady Narodowej, a o wyniku rozstrzyga zwykła większość głosów (art. 43).

## Wykonawstwo federacji

### Prezydent Federalny
Głową państwa w Austrii jest Prezydent Federalny (niem. Bundespräsident). Wybierany jest on w wyborach powszechnych. Bierne prawo wyborcze przysługuje tylko tym obywatelom Austrii, którzy posiadają prawo wybierania do Rady Narodowej najpóźniej w dniu wyborów ukończyli 35 lat. Czynne prawo wyborcze mają wszyscy uprawnieni do głosowania wyborach do Rady Narodowej. Konstytucja pozwala także na wprowadzenie ustawami krajowymi nakazu głosowania w danym kraju. Kadencja Prezydenta Federalnego trwa 6 lat i możliwy jest tylko jednokrotny ponowny wybór na bezpośrednio następującą kadencję. Usunięcie Prezydenta z urzędu możliwe jest tylko w drodze głosowania ludowego przeprowadzonego na żądanie Zgromadzenia Federalnego (art. 60). Ściganie Prezydenta Federalnego może mieć miejsce tylko w sytuacji, w której zgodę na to wyrazi Zgromadzenie Federalne (art. 63). W przypadku, w którym Prezydent Federalny nie może sprawować swojej funkcji, jego uprawnienia przejmuje Kanclerz Federalny. Jeżeli jednak przeszkoda trwa dłużej niż 20 dni funkcje Prezydenta wykonuje Kolegium złożone z Przewodniczącego Rady Narodowej oraz dwóch jego zastępców (art. 64).
Zgodnie z art. 65 Prezydent Federalny reprezentuje federację na zewnątrz, przyjmuje i dokonuje akredytacji posłów, wyraża zgodę na powoływanie konsulów państw obcych i powołuje austriackich przedstawicieli konsularnych, zawiera traktaty międzynarodowe, mianuje urzędników i funkcjonariuszy federalnych, nadaje im tytuły urzędowe, nadaje tytuły zawodowe, dysponuje prawem łaski. Akty Prezydenta Federalnego dla swej ważności wymagają, o ile ustawa federalna nie stanowi inaczej, kontrasygnaty Kanclerza Federalnego lub właściwego ministra (art. 67).
Prezydent Federalny za wykonywanie swych funkcji może zostać pociągnięty do odpowiedzialności przed Zgromadzeniem Federalnym. W takim przypadku uchwała zgromadzenia musi być podjęta większością 2/3 oddanych głosów w obecności ponad połowy członków obu ciał przedstawicielskich (art. 68).

### Rząd Federalny
Rząd Federalny (niem. Bundesregierung) tworzą Kanclerz Federalny, Wicekanclerz oraz pozostali ministrowie federalni. Podejmuje on uchwały w obecności ponad połowy swoich członków (art. 69). Kanclerz jest powoływany przez Prezydenta Federalnego. Na wniosek Kanclerza Federalnego powoływani są też inni członkowie rządu. Kanclerzem, Wicekanclerzem lub ministrem może zostać tylko osoba posiadająca bierne prawo wyborcze do Rady Narodowej (art. 70). Zaprzysiężenie nowych ministrów należy do kompetencji Prezydenta (art. 71). Poszczególni ministrowie odwoływani są na wniosek Kanclerza Federalnego. Do odwołania Kanclerz lub całego Rządu Federalnego wniosek nie jest potrzebny (art. 70). Rada Narodowa może odmówić zaufania Rządowi Federalnemu lub jednemu z jego ministrów. W takiej sytuacji cały rząd lub poszczególny minister zostają złożeni z urzędu (art. 74).
Członkowie Rządu Federalnego mają prawo uczestniczyć w obradach Rady Narodowej, Rady Federalnej i Zgromadzenia Federalnego i, zgodnie z postanowieniami ich regulaminów, mają prawo zostania wysłuchanymi (art. 75). Są oni odpowiedzialni przed Radą Narodową, która może pociągnąć ich do odpowiedzialności w obecności co najmniej połowy deputowanych (art. 76).
Liczba ministerstw i zakres ich kompetencji regulowane są w ustawie federalnej (art. 77).

### Wymiar sprawiedliwości
Wymiar sprawiedliwości regulowany jest w części trzeciej Konstytucji dotyczącej wykonawstwa federalnego. Sprawowanie wymiaru sprawiedliwości jest wyłączną domeną federacji, a wyroki wydawane są w imieniu Republiki (art. 82). Sędziowie w sprawowaniu wymiaru sprawiedliwości są niezawiśli (art. 87). W Austrii konstytucyjnie zniesiona jest kara śmierci (art. 85).
Sędziowie mianowani są na wniosek Kanclerza Federalnego przez Prezydenta lub z jego upoważnienia przez właściwego ministra federalnego (art. 86). W sprawach cywilnych ustawa federalna może przekazać orzekanie w pierwszej instancji specjalnie wykształconym urzędnikom federalnym, niebędącym sędziami (art. 88).
O zgodności rozporządzeń z ustawami i ustaw z Konstytucją rozstrzyga Trybunał Konstytucyjny. Trybunał Konstytucyjny może uchylić rozporządzenie z powodu jego sprzeczności z ustawą na wniosek sądu, a ustawę z powodu jej sprzeczności z Konstytucją na wniosek Sądu Najwyższego lub sądu drugiej instancji (art. 89). Trybunał rozstrzyga też w sprawach sporów kompetencyjnych między sądami a organami administracji, między poszczególnymi krajami wzajemnie i między jednym z krajów a federacją. Na wniosek Rządu Federalnego lub rządu krajowego Trybunał stwierdza, czy akt ustawodawczy lub wykonawczy należy do właściwości federacji czy kraju (art.138). Trybunał Konstytucyjny orzeka także w sprawach protestów wyborczych w wyborach federalnych i krajowych, utraty mandatu oraz odpowiedzialności konstytucyjnej najwyższych organów państwowych (art. 141).
Najwyższą instancją w sprawach zarówno cywilnych, jak i karnych jest Sąd Najwyższy (art. 92).
Na czas pokoju zniesione jest sądownictwo wojskowe (art. 84).
W określonych w ustawie federalnej przypadkach w wymiarze sprawiedliwości biorą udział sędziowie przysięgli (art. 91).
Prokuratorzy w Austrii są organami wymiaru sprawiedliwości. W postępowaniu karnym pełnią zarówno funkcje śledcze jak i oskarżycielskie. Szczegółowe regulacje co do związania prokuratorów instrukcjami organów nadrzędnych określa ustawa federalna (art. 90a).

## Ustawodawstwo i wykonawstwo krajów

### Władza ustawodawcza
Ustawodawstwo krajowe należy do krajowych parlamentów, których członkowie wybierani są w bezpośrednich, tajnych, równych, osobistych wyborach, w których mandaty rozdzielane są zgodnie z zasadą proporcjonalności. O tym kto jest uprawniony do głosowania i może być wybierany decydują krajowe ordynacje wyborcze, które jednak nie mogą zawężać kręgu uprawnionych w większym stopniu niż czyni to Konstytucja Federalna w przypadku wyborów do Rady Narodowej (art. 95). Członkowie parlamentów krajowych korzystają z takich samych immunitetów jak członkowie Rady Narodowej (art. 96).
Uchwalone ustawy krajowe wymagają poświadczenia i kontrasygnowania według postanowień krajowej konstytucji i są ogłaszane przez naczelnika kraju w krajowym dzienniku ustaw. Jeżeli dla wykonania ustawy krajowej potrzebne jest współdziałanie organów federalnych na ustawę zgodę wyrazić musi Rząd Federalny. Może zrobić to albo w sposób wyraźny, albo dorozumiany, nie wyrażając sprzeciwu w terminie 8 tygodni od przedłożenia mu tekstu ustawy (art. 97). O każdej ustawie krajowej bezpośrednio po jej uchwaleniu powiadamiany jest Urząd Kanclerza Federalnego. W przypadku w którym ustawa zagraża interesom federacji Rząd Federalny może wnieść umotywowany sprzeciw w terminie 8 tygodni od przesłania ustawy do Urzędu Kanclerza Federalnego. Sprzeciw taki parlament krajowy może odrzucić uchwalając ponownie ustawę w obecności co najmniej połowy swoich członków (art. 98).
Uchwalenie i zmiana krajowej konstytucji musi się odbyć większością 2/3 głosów w obecności co najmniej połowy członków parlamentu krajowego (art. 99). Parlament krajowy może zostać rozwiązany przez Prezydenta Federalnego, na wniosek Rządu Federalnego, przyjęty za zgodą Rady Federalnej podjętą większością 2/3 głosów w obecności co najmniej połowy członków. (art. 100).

### Władza wykonawcza
Władza wykonawcza w krajach związkowych należy do rządu krajowego. Rząd krajowy jest wybierany przez parlament krajowy, a jego członkowie nie mogą jednocześnie być członkami parlamentu. Na czele rządu krajowego stoi naczelnik kraju, który reprezentuje kraj. Członkami rządu mogą być osoby, którym przysługuje bierne prawo wyborcze do parlamentu krajowego. Naczelnik kraju jest zaprzysięgany przez Prezydenta Federalnego, sam zaś zaprzysięga pozostałych członków rządu (art. 101). Ustawodawstwo federalne może też zlecić krajom wykonywanie niektórych kompetencji, które przynależą władzom federalnym (art. 102).

## Ustawy konstytucyjne
Federalna Ustawa Konstytucyjna Republiki Austrii za ustawy konstytucyjne w rozumieniu swojego artykułu 44 ust. 1 rozumie, z uwzględnieniem zmian zawartych w Federalnej Ustawie Konstytucyjnej, również:
- Ustawę Zasadniczą Państwa z 21 grudnia 1867 r. o powszechnych prawach obywateli reprezentowanych w Radzie Rzeszy królestw i krajów;
- Ustawę z 27 października 1862 r. o ochronie miru domowego;
- Uchwałę Tymczasowego Zgromadzenia Narodowego z 30 października 1918 r.;
- Ustawę z 3 kwietnia 1919 r. dotyczącą wydalenia z kraju i przejęcia majątku Domu Habsbursko-Lotaryńskiego;
- Ustawę z 3 kwietnia 1919 r. o zniesieniu szlachectwa, świeckich zakonów rycerskich i żeńskich oraz określonych tytułów i godności;
- Rozdział V części III Traktatu z St. Germain z 10 września 1919 r.